# وایسنبورگ در بایرن
شهر وایسنبورگ در بایرن (به آلمانی: Weißenburg in Bayern) در ایالت بایرن در کشور آلمان واقع شده‌است.